# Arroyo Grande
Arroyo Grande é uma cidade localizada no estado americano da Califórnia, no Condado de San Luis Obispo. Foi incorporada em 10 de julho de 1911.

## Geografia
De acordo com o United States Census Bureau, a cidade tem uma área de 15,1 km², onde todos os 15,1 km² estão cobertos por terra.

### Localidades na vizinhança
O diagrama seguinte representa as localidades num raio de 24 km ao redor de Arroyo Grande. 

## Demografia
Segundo o censo nacional de 2010, a sua população é de 17 252 habitantes e sua densidade populacional é de 1 140,59 hab/km². Possui 7 628 residências, que resulta em uma densidade de 504,31 residências/km².